# Khairpur (ciutat)
Khairpur (urdú خیرپور, khīr´poor) és una ciutat de la província de Sind (Pakistan), la 12a en població, capital del districte de Khairpur i abans del principat de Khairpur. Està situada a la vora del canal Mir Wah a uns 25 km a l'oest de l'Indus. Segons el cens de 1998 la població era de 102.188 habitants i el 2006 s'estimava en 127.857. La població el 1901 era de 14.014 habitants.
Al lloc de l'actual ciutat hi havia abans de 1786 el poble de Boira i pertanyia al zamindari dels Phulpotres. Fou escollida com a capital dels mirs talpurs del nord del Sind el 1786; un resident britànic s'hi va estacionar el 1838 després del tractat de 20 d'abril de 1838.

## Llocs interessants
- Faiz Mahal
- Fort Kot Diji
- Capella del santó sufita Sachal
- Tombes dels ants Pir Ruhan, Zia al-Din i Haji Jafar Shahid